# Donka dalmatská
Donka dalmatská (Bolma rugosa) je druh mořského plže z čeledi donkovitých. Obývá Středozemní moře a jeho okrajová moře i západní část Atlantského oceánu od Portugalska po Západní Saharu a okolo ostrovů Makaronésie. Donky se pohybují na skalnatém dně a spásají mořské řasy.
Ulita má kuželový tvar se sedmi závity a je posetá radiálně uspořádanými ostny, dosahuje délky 2,5 až 7 cm. Zbarvení kolísá od zelenkavé přes popelavě šedou po hnědou.
Maso ze svalnaté nohy donky dalmatské je ve středomořské oblasti uznávanou lahůdkou, zpravidla se konzumuje vařené. K výrobě šperků se využívají operkula známá jako „oči svaté Lucie“ na základě legendy, podle níž si svatá Lucie vyloupla oči a hodila je do moře, aby odradila neodbytného nápadníka. Kresba oka na operkulu slouží donkám k odstrašení predátorů.

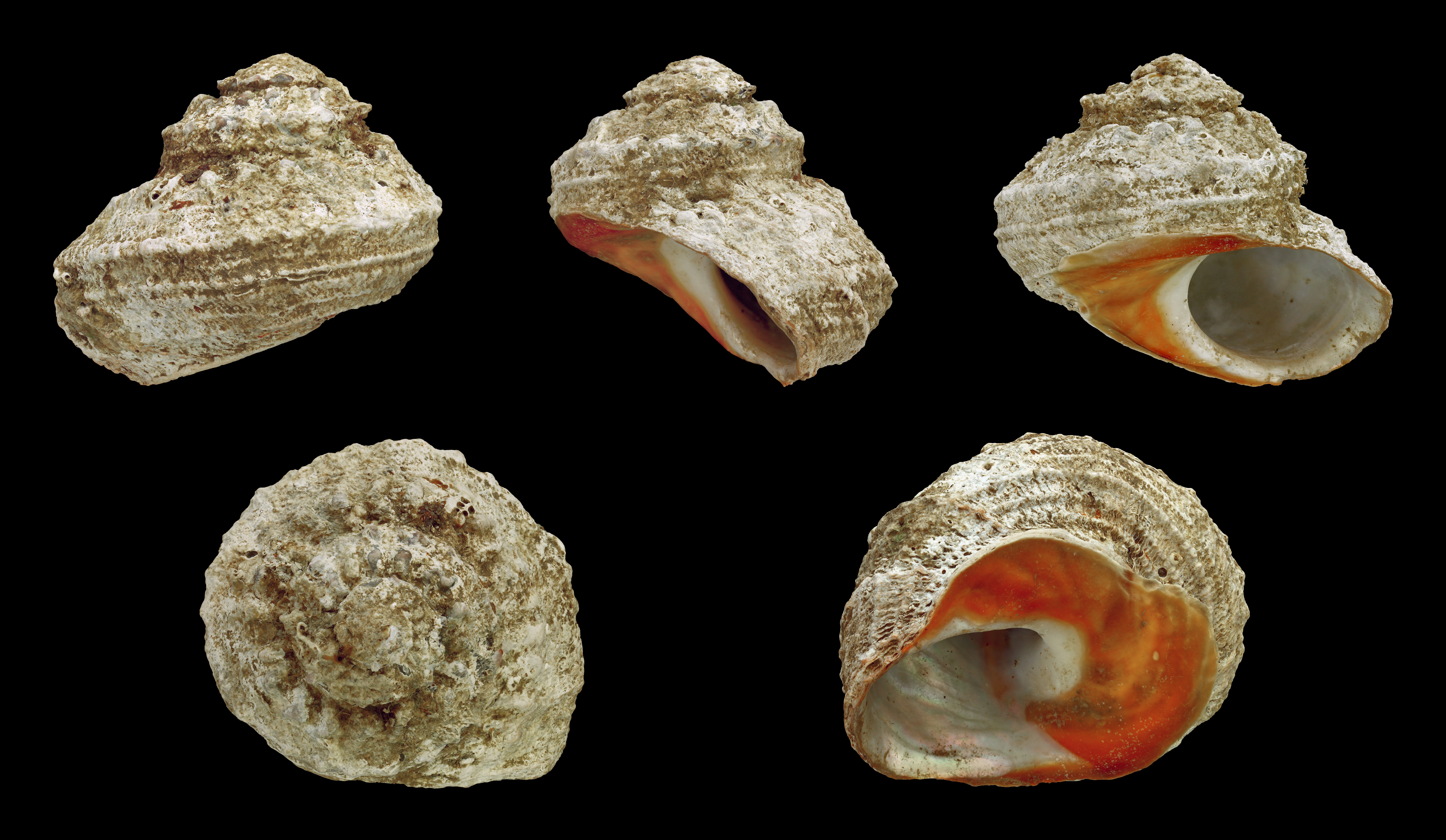
Pohledy na ulitu
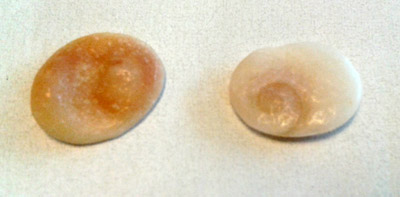
Víčka
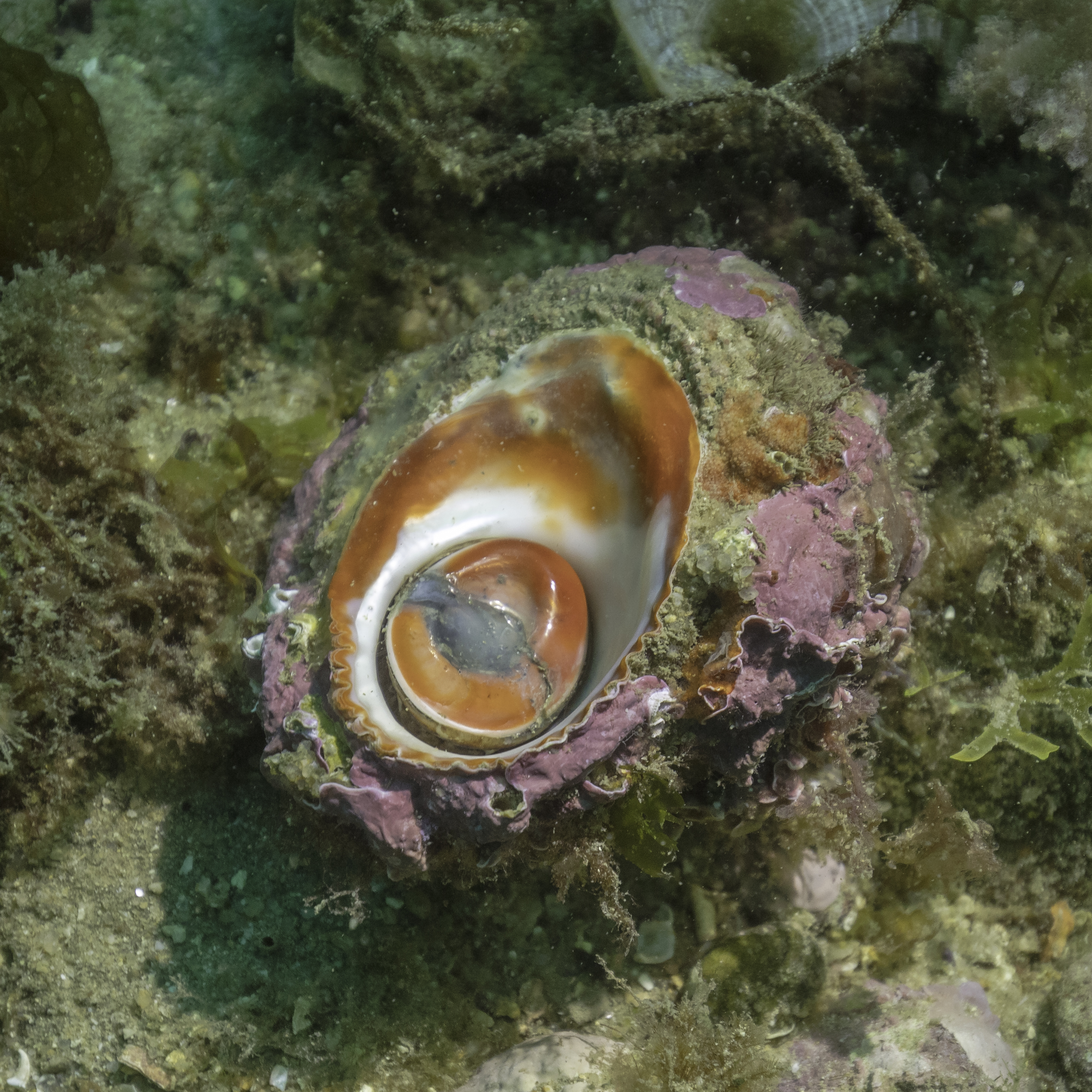
Živý jedinec